# Molonou-Blé
Pour les articles homonymes, voir Blé (homonymie).
Molonou-Blé est une localité du centre de la Côte d'Ivoire et appartenant au département de Didiévi, dans la Région des Lacs. La localité de Molonou-Blé est un chef-lieu de commune.